# Roberto Dolorier
Roberto Dolorier Tejada (Lima, Departamento de Lima, Perú, 2 de marzo de 1979) es un exfutbolista peruano que jugaba como delantero. Tiene 46 años. 

## Trayectoria
Roberto Dolorier se formó en las canteras del club Sporting Cristal, haciendo su debut en la primera división en 1999. Tras su paso por el club celeste ha formado parte de diversos equipos en primera y segunda división como Deportivo Municipal, Unión Minas, Deportivo Wanka, Estudiantes de Medicina, UTC, entre otros.
La temporada 2009 es contratado por el club Sport Águila de Huancayo que disputa la segunda división del Perú.

## Clubes
| Club                        | País | Año         |
| --------------------------- | ---- | ----------- |
| Sport Agustino              | Perú | 1998        |
| Sporting Cristal            | Perú | 1999        |
| Deportivo Municipal         | Perú | 2000        |
| Unión Minas                 | Perú | 2001        |
| Wanka                       | Perú | 2001 - 2002 |
| Estudiantes de Medicina     | Perú | 2003        |
| Alianza Atlético de Sullana | Perú | 2003        |
| Universidad César Vallejo   | Perú | 2004        |
| La Peña                     | Perú | 2005        |
| Univ. Técnica de Cajamarca  | Perú | 2006 - 2007 |
| Universidad San Marcos      | Perú | 2008        |
| Sport Águila                | Perú | 2009        |
| Universidad San Marcos      | Perú | 2010        |
| Sport Victoria              | Perú | 2011        |
| Minsa FBC                   | Perú | 2012        |